# صحيفة الرأي الفرنسية
لوبينيون أو صحيفة الرأي هي صحيفة فرنسية يومية تنشر في إصدارات مطبوعة والرقمية، أطلقها نيكولا بيتو في مايو 2013، الرئيس السابق لجريدة ليزيكو والمدير الإداري السابق لجريدة لو فيغارو.
تنهج الصحيفة خطًا يدعي أنه ليبرالي، «مفضل للشركات والاستثمار» و موال للأوروبية.
تحتفظ الصحيفة بسرية المساهمين فيها، في المقابل يسيطر على الصحيفة مؤسسها نيكولا بيتو بحصة (٪24.4)، فيما يستحوذ شريكه برنار أرنو على حصة (٪22.8)، عائلة بيتنكور (٪17.1)، شركة داو جونز وشركاه والشركة الأم لصحيفة وول ستريت جورنال بحصة (٪7.6)، و٪28.1 المتبقية مملوكة لمساهمين صغار.